# Justin Kohajda
Justin Jean-Louis Kohajda (Liegi, 6 febbraio 1996) è un cestista belga.

## Palmarès
- Campionato belga: 1

Ostenda: 2016-17
- Coppa del Belgio: 1

Ostenda: 2017